# 萬達利亞 (密歇根州)
萬達利亞（英語：Vandalia）是位於美國密歇根州卡斯縣的一個村。

## 人口
根據2020年美國人口普查的數據，萬達利亞的面積為2.56平方千米，當中陸地面積為2.56平方千米，而水域面積為0.00平方千米。當地共有人口318人，而人口密度為每平方千米124人。